# Eugenia salamensis
Eugenia salamensis là một loài thực vật thuộc họ Myrtaceae. Loài này có ở Costa Rica, El Salvador, Honduras, México, và Nicaragua.